# 王子蕙
王子蕙（1529年—？），字樂秋，號秋溪，直隸鳳陽府定遠縣人，山東濟南府武定州陽信縣民籍，明朝政治人物。

## 生平
山東鄉試第五十八名舉人。嘉靖四十四年（1565年）中式乙丑科二甲第五十五名進士。兵部观政，本年十二月授易州知州，丁忧。隆慶二年（1568年）二月復除易州，六年正月升刑部员外郎，三月调兵部，万历三年（1575年）四月升郎中，十一月升山西佥事，六年五月升参议，七年八月降级调用。

## 家族
曾祖王侃；祖父王鏞；父王紹先，母張氏。兄子清（省祭）、子蘭、弟子馨、子梅、子勤（庠生）、子才、子進、會圖、會篇。